# Enveloppe Soleau
Un enveloppe Soleau, del nom de son inventor, és un document legal francès per provar que una invenció havia estat desenvolupada amb anterioritat i on figura la data de dita invenció, o bé d'una idea o d'una obra. El document s'ha de dipositar a l'Institut national de la propriété industrielle (INPI). Les modalitats de funcionament del sobre estan definides pel decret del 9 de maig de 1986, aparegut al diari oficial francès del 6 de juny de 1986. Només té valor al territori francès. El seu objectiu és datar una obra o un concepte i no protegir-los.
Aquest document té dues parts: l'interessat ha d'incloure una descripció de la idea en qüestió en cada part. Després de certificar amb làser la data, l'INPI envia una còpia al dipositari. Aquest ha de guardar tancada la seua part, que no s'obrirà només que en cas de litigi. La sol·licitud es pot efectuar tant per correu com físicament a les delegacions regionals de la institució. L'enveloppe Soleau es conserva durant un període de cinc anys, durada que pot ser perllongada cinc anys més. El seu preu és de 15 euros.
A diferència d'una patent el propietari de l'enveloppe no té el dret exclusiu d'explotació de la invenció o del model. En cas que es tracta d'una invenció, el dipositari podria explotar-la demostrant que la coneixia abans que es fera la patent. La possibilitat d'explotació a títol personal està bastant restringida en la pràctica i no es pot cedir.